# 情報検定
情報検定（じょうほうけんてい・J検）とは、一般財団法人職業教育・キャリア教育財団（旧・専修学校教育振興会）が主催する検定試験である。文部科学省後援。

## 概説
2006年（平成18年）12月から文部科学省後援する情報処理検定。
1994年（平成6年）6月から2006年（平成18年）6月まで開催された文部科学省認定「情報処理活用能力検定試験」試験の後継にあたり、旧試験の略称であった『J検』が引き続き使われている。
解答は多岐選択のマークシート形式であり、内容は情報デザイン試験の他、旧J検の1級および2級に相当する情報システム試験、旧J検の準2級および3級に相当する情報活用試験に区分される他、団体向けに情報活用試験3級と同等の情報活用基礎が実施される。
前期日程と後期日程に分かれる試験日はさらに細かく分かれており、前期は6月第3日曜日に情報活用試験が、その他の試験は9月第2日曜日に実施。後期は12月第3日曜日に情報活用試験が、その他が2月第2日曜日に実施される。
なお、合格者は他の国家試験や検定試験の受験科目が免除される優遇措置があり、積極的に受験を推奨する学校もある（後述）が、J検を履歴書や就職試験で積極的に評価する民間企業および公共機関は少ないので、併せて基本情報技術者（FE）やITパスポート（iパス）・ベンダー資格等の保有が望ましい。

## 情報検定
試験区分
- 情報活用試験
  - 3級
  - 2級
  - 1級
- 情報システム試験
  - 基本スキル
  - プログラミングスキル
  - システムデザインスキル
- 情報デザイン試験
  - 初級
  - 上級

※情報システム試験は、
- 1科目合格の場合：各スキルの合格証を交付
- 2科目合格の場合：各スキルの技術認定証を交付
  - 基本スキルとプログラミングスキル：プログラマ認定
  - 基本スキルとシステムデザインスキル：システムエンジニア認定
- 3科目合格の場合：2種類の技術認定証を交付

### 情報活用試験
試験時間は3級が40分、2級以降は60分。また3級が（100点満点中）70点以上、2級以降は（100点満点中）65点以上で合格基準となる。なお試験実施時間が異なるため併願も可能。
合格者は合格した級に応じて、日商PC検定試験の一部知識科目が免除される（後述）。
コンセプトは情報リテラシーを『使う』こと。
ITパスポート試験へのステップアップとしても利用できる一般利用者のパソコン基本操作から情報セキュリティに関する内容であり、2009年度試験以降は具体的なアプリケーション（表計算ソフト等）活用法や、企業の経営戦略問題などが追加された。
出題範囲
- 3級

情報表現と処理手順・パソコンの基礎・インターネットの基礎・インターネットの利用・情報機器の基本操作・情報社会とコンピュータ・情報モラル
- 2級

経営戦略・システム戦略・企業活動・プロジェクトマネジメント・サービスマネジメント・データ構造と情報表現・問題解決処理手順・パソコンの基礎・データベース・インターネットの基礎・アプリケーションソフトウェアの利用（表計算ソフト・プレゼンテーションソフトウェア）
- 1級

情報と情報の利用・パソコンを利用したシステム・ネットワークの利用・情報ネットワーク社会への対応・情報セキュリティ・表計算ソフトやデータベース等を利用した問題解決
受験料（2015年4月1日改定）
- 3級（旧・情報処理検定4級）

3,000円
- 2級（旧・情報処理活用能力検定3級）

4,000円
- 1級（旧・情報処理活用能力検定準2級）

4,500円

### 情報システム試験
この試験のコンセプトは、創るである。この試験には、基本スキル・プログラミングスキル・システムデザインスキルがあり、プログラミングからパソコンを支える技術までが出題され、開発者向けの試験である。出題範囲に類似性がある国家試験の基本情報技術者試験（FE）へのステップアップとしても利用できる。
科目単位で受験できるため、出題範囲自体は情報活用試験より狭いが、開発者向けの試験であるため、難易度は情報活用試験1級よりやや高い。しかし、基本情報技術者試験（FE）よりは難易度がやや低い。
プログラミングスキルでは基本情報技術者試験と同様に、擬似言語を用いたアルゴリズムの問題や、ソフトウェア開発の問題も出題される。ソフトウェア開発ではC言語・CASL（アセンブラ）・表計算ソフトのいずれかを選択して解答する。
この試験においても、実施時間が異なり、併願が可能である。しかし、同日に行われる情報デザイン試験とは時間が重なる。

試験時間はプログラミングスキルとシステムデザインスキルが90分、基本スキルは60分である。合格基準は各科目とも（100点満点中）65点以上である。
合格した科目によって、認定が変わるのが特徴である。1科目合格の場合は合格した各スキルの合格証である。ただし、2科目の場合は、基本スキルとプログラミングスキルでプログラマ認定証、基本スキルとシステムデザインスキルでシステムエンジニア認定証が交付される。また、3科目合格すると、両認定証が交付されることとなる。実施時間も基本スキルが各スキルにはさまれる形の実施時間になっている。
合格した科目は次期試験時まで受験が免除される。しかし、それ以降は認定証を持っていても免除されない。
旧・情報処理活用能力検定の2級および1級の後継の試験とされている。
各科目の出題範囲
- 基本スキル

プロジェクトマネジメント・情報表現・データ構造・集合と論理・CPUアーキテクチャ・補助記憶装置・システム構成・ソフトウェア
- システムデザインスキル

経営戦略・システム戦略・企業活動・システム開発・ソフトウェア開発管理技術・ネットワーク技術・データベース技術（SQLを含む）・セキュリティと標準化
- プログラミングスキル

データ構造とアルゴリズム・擬似言語・プログラミング技術を利用した問題解決
※「プログラミング技術を利用した問題解決」は、C言語・アセンブラ（CASL）・表計算ソフト（マクロを含む）のいずれかから1つ選択する。
受験料（2015年4月1日改定）
- 基本スキル

3,500円
- プログラミングスキル

3,000円
- システムデザインスキル

3,000円

### 情報デザイン試験
この試験のコンセプトは、伝えるである。デザイン・表現に関する問題が出題され、デザイナ向けの試験である。
試験時間は60分。合格基準は（100点満点中）60点以上である。
受験料（2015年4月1日改定）
- 初級

4,000円
- 上級

4,500円

## 合格発表
- 試験実施後1か月以内に発表。発表後、合格証書及び合格証明書の申請可能。

## 合格者の特典
- 一部の高等学校、大学（短期大学を含む）、専門学校などの教育機関では、情報活用試験や情報システム試験、情報デザイン試験の合格者を、入学試験での優遇措置[4]や、入学後の単位認定[5][6]の対象としているところもある。
- 情報活用試験3級の合格者は日商PC検定試験3級の知識科目が、情報活用試験2級以上の合格者は日商PC検定試験3級および2級の知識科目がそれぞれ免除される[7][8]。
- 工業高等学校のジュニアマイスター顕彰制度では、情報活用試験1級の合格者には7ポイントが付与される。

### 国家試験の免除
基本情報技術者試験
情報システム試験の基本スキルに合格し、差分講習を受講した後、修了試験に合格することで、基本情報技術者試験（FE）の午前科目が免除される。
初級システムアドミニストレータ試験（廃止）
かつて存在した初級シスアドでは、情報活用試験1級(旧情報処理活用検定準2級)に合格し、差分講習を受講後に修了試験を合格することで、午前科目が免除された。初級シスアドは2009年の情報処理技術者試験の改定で廃止された。

## 情報処理活用能力検定
情報検定の前身であり、J検と言う呼称が情報検定に名前が変わっても残っている。1994年6月～2006年6月まで実施された。試験区分が現在とは異なる。また、文部科学省認定の公的資格だった（現在の情報検定は文部科学省後援の民間資格）。

### 区分
3級
主な出題内容：情報リテラシー
現在の情報活用試験2級に相当する。
準2級
主な出題内容：情報リテラシー応用・コミュニケーション
現在の情報活用試験1級に相当する。
難易度は国家試験の初級システムアドミニストレータ試験（初級シスアド）よりやや低い。
2級
主な出題内容：コンピュータシステム・アプリケーションシステム
現在の情報システム試験に相当する。
難易度は基本情報技術者試験（旧名称・第二種情報処理技術者試験）よりやや低い。
1級
主な出題内容：ソフトウェア開発・システム構築
難易度は基本情報技術者試験や第二種情報処理技術者試験より高く、ソフトウェア開発技術者試験（旧名称・第一種情報処理技術者試験）よりはやや低い。
受験者が少ないことや、2005年に情報処理技術者試験のソフトウェア開発技術者試験（現・応用情報技術者試験の前身）が年2回になり、かつ基本情報技術者試験の合格率上昇に伴ったことなどを理由に、範囲的差別化をはかるといった理由で廃止。1級は第二種情報処理技術者試験よりアルゴリズムの出題が強化されており、第二種情報処理技術者試験から第一種情報処理技術者試験へのステップアップを目的とする受験者が多くいた。1級は難関である。
なお、1級合格者のうち、成績優秀者には文部科学大臣奨励賞などの表彰があった。

### 参考
旧情報検定
2005年度までのおおよそ累積平均合格率と年間実施数
- 情報処理活用能力検定3級   71.4%　年2回　併願可能
- 情報処理活用能力検定準2級 40.3%　年2回　併願可能
- 情報処理活用能力検定2級   28.8%　年2回　併願可能
- 情報処理活用能力検定1級   9.8%　年1回　併願可能